# Alsbjerg Bakker
Alsbjerg Bakker er et fredet område, med offentlig adgang, beliggende sydøst for Fjerritslev, lidt nord for Limfjorden. Bakkerne består af 2 store bakker, med en kløft imellem, og en lille bakke nordvest for den nordlige.
Alsbjerg Bakker ligger i et naturskønt område med udsigt over det omliggende område. Der er udsigt over Limfjorden, fra Aggersund i vest til Aalborg i øst. På toppen af den nordlige bakke ligger Blushøj, 54 meter over havet. Ses de nordlige bakker fra Lørsted / Bonderupsiden (vest eller nordvest), ses det tydeligt,hvorfor de i gammel tid blev kaldt "Marens røvballer". I området er der mange gravhøje, hvoraf en er udgravet, Hvissehøj med 3 gravkamre Den ligger tæt på Alsbjergvej.Hulvejen i kløften mellem bakkerne er en rest fra ældre tid. Man kan i området finde rester efter stenalderen, bl.a.stenredskaber. Der vil også kunne findes rester efter senere beboelser.Engang har der også ligget et teglværk i Alsbjerg. Der findes et forskelligartet plante- og dyreliv, da en del af området ligger udyrket og stille hen, og afgræsningen ikke altid har været så hård ved de vilde planter.
Et areal på 40 hektar af Alsbjerg bakker blev i 1964  fredet på initiativ af Danmarks Naturfredningsforening 

## Eksterne kilder og henvisninger
1. ↑  kalk-tegl.dk
2. ↑  Fredningskendelse

- Danmarks Naturfredningsforening om området Arkiveret 21. juli 2011 hos  Wayback Machine
- Nationalmuseet om Hvissehøj Arkiveret 18. januar 2022 hos  Wayback Machine

|  | Denne artikel om lokaliteten Alsbjerg Bakker kan blive bedre, hvis der indsættes et (bedre) billede. Du kan hjælpe ved at afsøge Wikimedia Commons for et passende billede eller lægge et op på Wikimedia Commons med en af de tilladte licenser og indsætte det i artiklen. |

57°3′17″N 9°26′29″Ø / 57.05472°N 9.44139°Ø